# José Juan Macías
José Juan Macías est un footballeur mexicain né le 22 septembre 1999 à Guadalajara. Il évolue au poste d'attaquant à Santos Laguna.

## Biographie
Avec le CD Guadalajara, il remporte la Ligue des champions de la CONCACAF en 2018, en battant le club canadien du Toronto FC en finale.
Lors de la huitième journée du tournoi Clausura le  2 mars 2020, il devient le plus jeune joueur à atteindre les 25 buts en Liga MX en inscrivant un but face au Club León.

## Palmarès
- Vainqueur de la Ligue des champions de la CONCACAF en 2018 avec le CD Guadalajara